# Semilukskij rajon
Il Semilukskij rajon (in russo Семилукский район?) è un rajon dell'Oblast' di Voronež, in Russia; il capoluogo è Semiluki. Istituito nel 1931, ricopre una superficie di 1.582 km².

## Centri abitati
- Aleksandrovka
- Bechteevka
- Zemljansk